# L'abril trencat
L'abril trencat és una novel·la d'Ismail Kadare publicada el 1978, adaptada al cinema. Tracta la vida segons el kanun o codi de lleis tradicionals albaneses, que des del segle xv regeix la vida i les relacions socials, i de manera molt rígida les venjances entre els clans familiars.
Va ser traduït al català per Núria Mirabet el 1996.

## Argument
El llibre barreja dues històries, la de Gjorg, un jove que segons el kanun ha de venjar el seu germà mort i que, per tant, signa la seva pròpia sentència de mort, i la d'una parella de la ciutat en viatge de noces. Gjorg dispara el membre del clan rival; paga la taxa de la sang al palau del príncep i vaga pels camins fins a la data prevista per a la seva mort. En aquest periple, es troba amb la carrossa nupcial i queda encisat per la bellesa de Diana, que acompanya el seu marit, un escriptor que tracta el tema del kanun als seus llibres. Diana també queda meravellada pel jove i així s'allunya emocionalment del seu espòs, malgrat que continua amb ell i tornen junts cap a la nova llar a la ciutat.

## Anàlisi
El kanun evoca diversos temes: la venjança, que dura diverses generacions i que fa que el passat familiar condicioni el present (un tema recurrent en l'obra de Kadare), el destí inexorable que s'hi lliga i la fascinació que aquest món pot causar per la seva coherència i brutalitat. La felicitat és impossible: tant els tres protagonistes com els secundaris han de representar un paper que no volen seguir i que no canvia res en els esdeveniments generals.
El contrast entre el món de la muntanya (amb un codi propi, amb la seva misèria però també amb la màgia dels mites) i el de la ciutat (més superficial) acaba esquerdant la parella de Diana i Boris, perquè ell vol que la seva esposa conegui l'ambient que descriu en els seus llibres i ella s'hi acaba ficant massa, fent-lo seu, a diferència de Boris, que el descriu com un espectador i això li costa l'amor de la seva muller. També apareix el contrast entre dues maneres d'entendre el kanun: com un honor sagrat o una simple transacció econòmica (encara que impliqui sang).
El títol fa referència al termini de mitjans d'abril previst per a la mort de Gjorg, que fa que aquest visqui un mes trencat, esperant la fi de la vida i reflexionant sobre el seu valor.